# Brustwehr

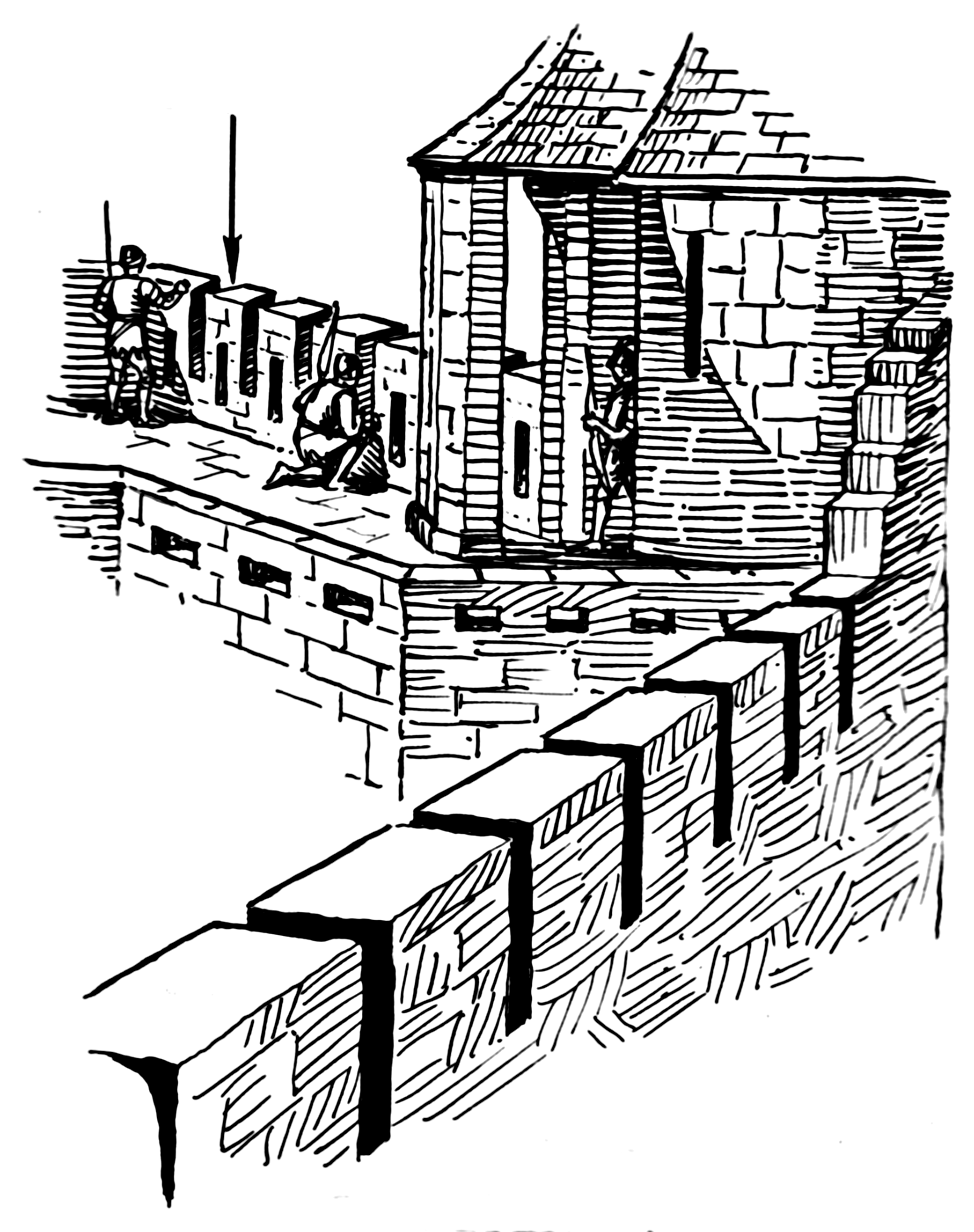
Mittelalterliche Brustwehr mit Zinnen

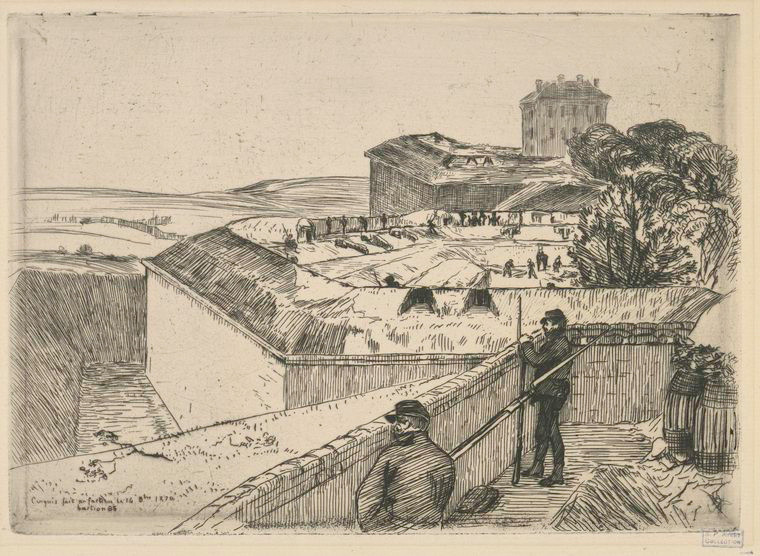
Brustwehr eines Festungswalls (1870)

Als Brustwehr wird im Burgen- und Festungsbau sowie bei der Feldbefestigung jede zum unmittelbaren Schutz der dahinter stehenden Verteidiger gegen feindlichen Beschuss hergestellte Deckung bezeichnet. Sie ist ein Hauptbestandteil militärischer Befestigungsanlagen. Hinter der Brustwehr liegen zum Beispiel Bankette und Geschützbänke für die Verteidigung.
In einer Burganlage ist die Brustwehr die meist mannshohe, oft nach außen vorkragende Schutzwand auf einer mit einem Wehrgang ausgestatteten Mauer oder an einer Wehrplattform. Wenn sie Zinnen besitzt oder mit Schießscharten ausgestattet ist, wird sie als krenelierte Brustwehr bezeichnet, sonst als geschlossene Brustwehr. Bis zum späten Mittelalter bestand eine Brustwehr mehrheitlich aus Stein, aber nach der Einführung von Pulverwaffen wurden sie oft durch Holzkonstruktionen ersetzt, weil festgestellt worden war, dass die nach Treffern herumfliegenden Steinsplitter bei den Verteidigern oft mehr Schaden anrichteten als die Einschläge selbst.
In Festungswerken besteht die Brustwehr meist aus Erdanschüttungen auf dem Wall. Die Erde wird – ebenso wie für den Wall – dem Graben entnommen, ein Rest muss für das Glacis bleiben. 
Die Höhe der Brustwehr ist entweder so bemessen, dass der Verteidiger im Liegen, Knien oder Stehen darüber hinwegschießen kann, oder so, dass eine aufrecht stehende Truppe auch auf einigem Abstand von der Brustwehr gedeckt ist. Ihre Stärke misst zwischen einem und zehn Metern und richtet sich nach der Bodenbeschaffenheit, respektive dem Material, und danach, wie lange die Brustwehr einem Angriffsfeuer widerstehen soll.
Die Oberfläche der Brustwehr, die sogenannte Brustwehrkrone, ist nach außen etwas abgeflacht, damit bequem darüber hinweggeschossen und der Angreifer auch dicht vor der Brustwehr noch gesehen werden kann. Diese Abflachung wird als Kronenfall bezeichnet. Die Ränder dieser Fläche werden innere und äußere Brustwehrkrete, erstere, an der die Verteidiger stehen, auch Feuerlinie genannt. Die äußere Böschung der Brustwehr, die am meisten unter Feuer leidet, erhält ein- bis eineinhalbfache Anlage, die innere Böschung höchstens ¼ Anlage, damit der Verteidiger dicht an die Feuerlinie herantreten kann. Man bekleidet sie mit Rasen, Flechtwerk, Hürden, Faschinen, Schanzkörben, Brettern und auch mit Mauerwerk.
Siehe auch: Brüstung